# Ronaldo Caiado
Ronaldo Ramos Caiado ComMM (Anápolis, 25 de setembro de 1949) é um professor, médico ortopedista e político brasileiro. Filiado ao União Brasil (UNIÃO), é o atual governador do estado de Goiás. Pelo mesmo estado, foi deputado federal por quatro mandatos e senador, tendo deixado a vaga parlamentar para assumir o Governo do Estado.
Formado em medicina no ano de 1972 pela Escola de Medicina e Cirurgia hoje parte da Universidade Federal do Estado do Rio de Janeiro e com especialização em ortopedia, Caiado é membro de uma família de produtores rurais com forte presença na política de Goiás desde meados do século XIX. Entre 1986 e 1989, presidiu a União Democrática Ruralista, entidade que visa defender os interesses dos grandes proprietários rurais.
Na política, Caiado chegou a concorrer à Presidência da República no ano de 1989 mas obteve menos de 1% dos votos. Entre 1991 e 1995 e, entre 1999 e 2014, atuou como deputado federal por Goiás. Já entre 2015 e 2018, foi senador pelo mesmo Estado, recebendo o prêmio de melhor senador pelo Prêmio Congresso em Foco no primeiro ano do seu mandato, escolhido através de eleição popular nas redes sociais. Em 2013, Caiado foi líder da bancada do extinto Democratas e foi ainda um dos membros mais ativos da bancada ruralista do Congresso Nacional.

## Biografia

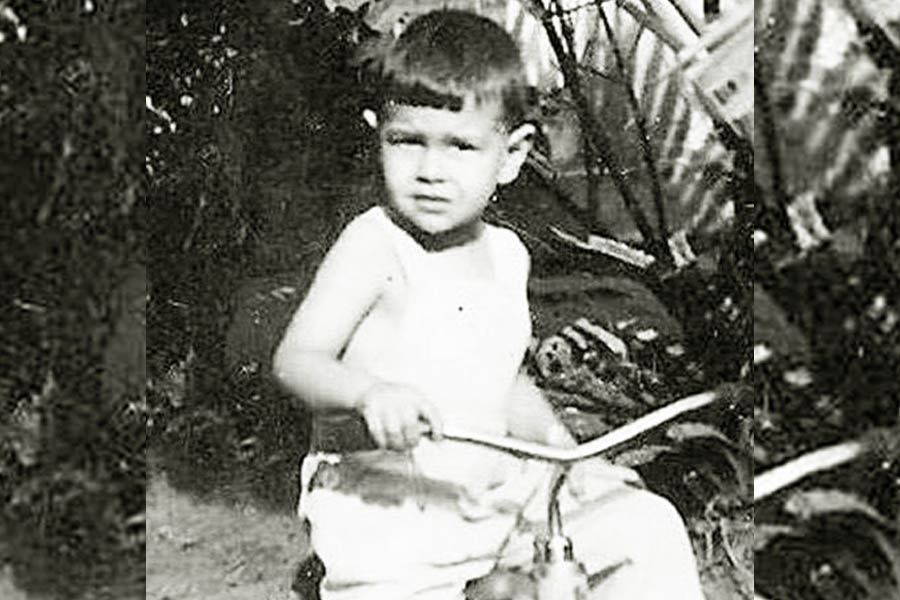
Caiado enquanto criança na década de 1950.

Filho de Edenval Ramos Caiado e Maria Xavier Caiado, Ronaldo Caiado é natural de Anápolis, no interior do estado de Goiás, nasceu em 25 de setembro de 1949 e descende de uma família tradicional da política goiana. Seu avô, Antônio Totó Ramos Caiado, foi deputado federal (1909-1921), senador e um dos mais conhecidos coronéis de Goiás, liderando a oligarquia Caiado entre os anos de 1910 e 1930, deposta neste último ano pelo governo Getúlio Vargas. Seu tio, Brasil Ramos Caiado, foi presidente de Goiás entre 1925 e 1929 e senador entre 1929 e 1930. Seu tio avô, Mário de Alencastro Caiado, integrou a junta governativa que assumiu o poder em Goiás com a Revolução de 1930, tendo sido ainda constituinte em 1934 e senador de 1935 a 1937. Além disso, Ronaldo Caiado tem vários primos que também foram políticos: Emival Ramos Caiado foi deputado federal entre 1955 e 1971 e senador entre 1971 e 1974; Elcival Ramos Caiado foi deputado federal entre 1975 e 1979; Leonino Di Ramos Caiado foi governador de Goiás entre 1971 e 1975; Brasílio Ramos Caiado foi várias vezes deputado federal (1971-1975, 1979 e 1981-1987); e Ibsen de Castro foi deputado federal entre 1983 e 1987; Sérgio Ramos Caiado foi deputado estadual várias vezes (1975-1979, 1979-1983 e 1983-1987). Sua família também conta com a participação do empresário goiano Emival Ramos Caiado Filho.
Em 1972, Ronaldo Caiado formou-se em medicina na Escola de Medicina e Cirurgia da Universidade Federal do Estado do Rio de Janeiro (UNIRIO). Após concluir sua graduação, participou de cursos de atualização, jornadas médicas e semanas de debate em vários estados brasileiros. Além disso, em 1975 Caiado participou do VIII Congresso Pan-Americano do Colégio Internacional de Cirurgiões no Rio de Janeiro, do XX Congresso Brasileiro de Ortopedia e Traumatologia e do V Congresso Brasileiro de Cirurgia da Mão. Já em 1976, também participou do XVI Congresso Brasileiro de Cirurgia e do I Seminário Brasileiro de Pós-Graduação em Cirurgia, ambos ocorridos no Rio de Janeiro.
Durante sua estada na França, especializou-se em cirurgia da coluna pelo Serviço de Cirurgia Ortopédica e Traumatológica do Professor Roy-Camille, em Paris e, em 1977, atuou como assistente estrangeiro da Universidade de Paris quando participou do Congresso da Sociedade Francesa de Cirurgia Ortopédica e Traumatologia. Voltando ao Brasil, entre 1978 e 1979 lecionou como auxiliar de ensino no Departamento de Ortopedia e Traumatologia da UFRJ. Já entre 1978 e 1984, durante a sua residência médica, Caiado ministrou aulas para alunos da UFRJ, no Hospital Miguel Couto e em cursos de atualização e congressos nos estados do Rio de Janeiro e da Bahia. Além disso, em 1979 Caiado concluiu seu mestrado em ortopedia e traumatologia também pela UFRJ.
Produtor rural, Ronaldo Caiado ligou-se à Associação Goiana de Criadores de Zebu, à Sociedade Goiana de Pecuária e Agricultura e à Associação Goiana de Criadores de Nelore. Em 1985, durante o governo José Sarney, os latifundiários se sentiram ameaçados com a possibilidade da reforma agrária quando um conflito de terras na região do Triângulo Mineiro resultou na desapropriação da fazenda Barreiro. Logo em seguida, Caiado criou a União Democrática Ruralista (UDR), entidade associativa que visa defender os interesses dos proprietários rurais e, tornando-se seu presidente, ingressou na vida política.

## Trajetória e atuação política

### Candidato à Presidência da República
Ao deixar a presidência da União Democrática Ruralista (UDR) em 1989 e com o restabelecimento das eleições diretas, Ronaldo Caiado candidatou-se à presidência da República pelo Partido Social Democrático (PSD). Obtendo a soma de 488 872 votos, o equivalente a 0,68%, ficou em décimo lugar no pleito e apoiou o candidato vitorioso, Fernando Collor, do Partido da Reconstrução Nacional (PRN), no segundo turno.

### Câmara dos Deputados

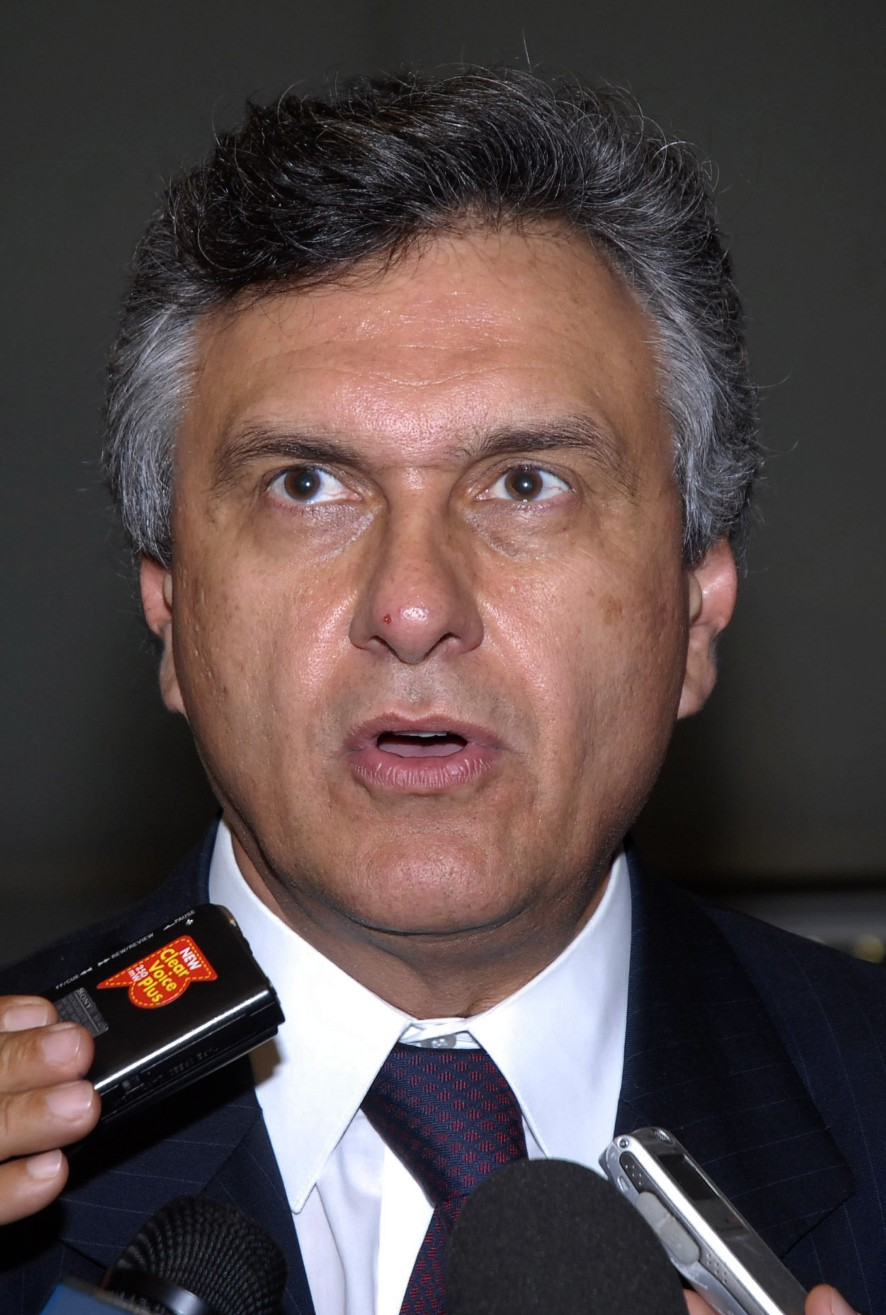
Deputado federal por Goiás, Ronaldo Caiado, concedendo entrevista em 2007.

Em 1990, Ronaldo Caiado elege-se como o deputado federal mais votado de Goiás pelo PSD, alcançando a soma de 98.256 votos. Um mês após sua posse na Câmara dos Deputados, acusou o PSD de ter vendido o horário do programa de TV da legenda para promoção do ex-governador de São Paulo Orestes Quércia, do PMDB. Considerado uma figura destoante dentro do partido, em março foi convidado a se retirar do PSD por defender posições de extrema-direita. Em 1991 e já filiado ao Partido Democrata Cristão (PDC), Caiado destacou-se pela atuação na Comissão de Agricultura e Política Rural e passou a integrar a chamada bancada ruralista no Congresso e, em 1992, foi um dos 38 parlamentares que votaram contra o impeachment do presidente Fernando Collor de Mello, alegando que "o povo brasileiro não suporta mais o retorno de Sarney e Quércia ao poder".
Em julho de 1991, Ronaldo Caiado foi processado pelo então vice-prefeito de São Paulo, Luís Eduardo Greenhalgh, por calúnia e difamação, pelas declarações à imprensa de que o político teria envolvimento com drogas. A Procuradoria Geral da República aceitou as reclamações, sugerindo ao Supremo Tribunal Federal (STF) o pedido de suspensão da imunidade de Caiado.
Em dezembro de 1993, o nome de Ronaldo Caiado constou entre os três deputados proprietários rurais integrantes da bancada ruralista que, em débito com o governo, usaram a Comissão parlamentar de inquérito (CPI) da Dívida Agrária para sugerir ao Banco do Brasil novas regras para empréstimos em benefício próprio. Em abril de 1994, seu nome apareceu novamente numa lista de proprietários rurais devedores do mesmo banco. Juntamente com outros parlamentares da bancada ruralista, Caiado se negou a votar a medida provisória da Unidade real de valor (URV), que viabilizaria o plano econômico proposto pelo governo Itamar Franco. Em troca do voto da bancada, pleitearam a mudança no critério de reajuste da dívida rural, com juros menores e prazos maiores. Como líder da bancada ruralista, dois meses depois, conseguiu uma anistia temporária de parte da dívida do crédito agrícola contraída durante o Plano Collor pelos produtores rurais.
Em abril de 1993, filiou-se ao Partido da Frente Liberal (PFL) mas, ainda no mesmo ano, mudou novamente de agremiação, ingressando no Partido Progressista Reformador (PPR), que resultou da fusão do PDC com o PDS. Em julho de 1994, Caiado foi admitido pelo presidente Itamar Franco à Ordem do Mérito Militar no grau de Comendador especial. Em agosto de 1994, por sua vez, voltou ao PFL e candidatou-se ao governo de Goiás, apoiando, no plano nacional, o candidato do Partido da Social Democracia Brasileira (PSDB), Fernando Henrique Cardoso. Nas eleições de outubro, porém, foi vencido pelo candidato Maguito Vilela, do PMDB, ficando em terceiro lugar com a soma de 364 767 votos (23,18% dos votos válidos).
Em outubro de 1998, concorreu novamente a uma vaga na Câmara dos Deputados pelo PFL e, obtendo a maior votação da legenda e a segunda maior votação do estado, foi eleito deputado federal pela segunda vez com a soma de 100 446 votos. Durante o mandato, seguiu atuando como líder da bancada ruralista no Congresso Nacional e como defensor do agronegócio, também atuando como titular das Comissões de Agricultura e Política Rural e de Segurança Pública e Combate ao Crime Organizado (CSPCCO).
Em 2002, conseguiu reeleger-se pelo PFL para deputado federal, angariando 114 728 votos. Durante o terceiro mandato, participou como titular das Comissões Permanentes de Agricultura, Pecuária, Abastecimento e Desenvolvimento Rural e de Finanças e Tributação. Além disso, a partir de 2003, atuou como presidente da Frente Parlamentar de Apoio à Agricultura e relator da Comissão Especial de Reforma Política da Câmara dos Deputados.
Nas eleições de outubro de 2006, foi eleito para o seu quarto mandato como deputado federal pelo PFL, com a soma de 152.895 votos, o segundo mais votado em seu estado. Logo no início da nova legislatura, durante a Convenção Nacional de 28 de março de 2007 seu partido alterou o nome da sigla para Democratas (DEM). Durante o exercício do novo mandato, integrou como titular as Comissões Permanentes de Agricultura, Pecuária, Abastecimento e Desenvolvimento Rural, Ciência e Tecnologia, Comunicação e Informática, Fiscalização Financeira e Controle, e Seguridade Social e Família.
Nas eleições de outubro de 2010, Ronaldo Caiado lançou-se mais uma vez como candidato à Câmara dos Deputados. Alcançando a soma de 167. 591 votos, reelegeu-se como o terceiro candidato a deputado federal mais votado de Goiás.
O ex-prefeito de Turvânia, José Rodrigues Rosas, acusou Ronaldo Caiado de tê-lo difamado e mandado que seus seguranças o agredissem, que teria sofrido escoriações feitas por “unhadas”, conforme atesta um laudo médico no inquérito. O caso teria acontecido em 2010 quando Caiado fez um comício em Goiânia com críticas ao ex-prefeito. O inquérito, no entanto, ficou mais de seis anos na Polícia Civil de Goiás até ser enviado pela justiça de primeira instância ao Supremo por causa do foro privilegiado, fazendo com que o crime prescrevesse e os autos fossem arquivados pelo ministro do STF,  Marco Aurélio Mello. 

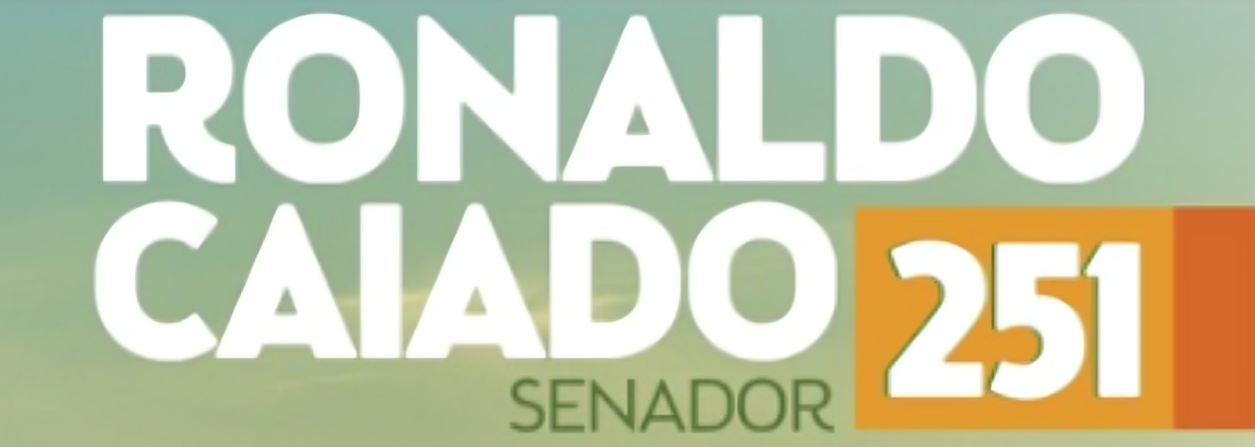
Logo da campanha de Ronaldo Caiado ao Senado em 2014.

### Senado Federal

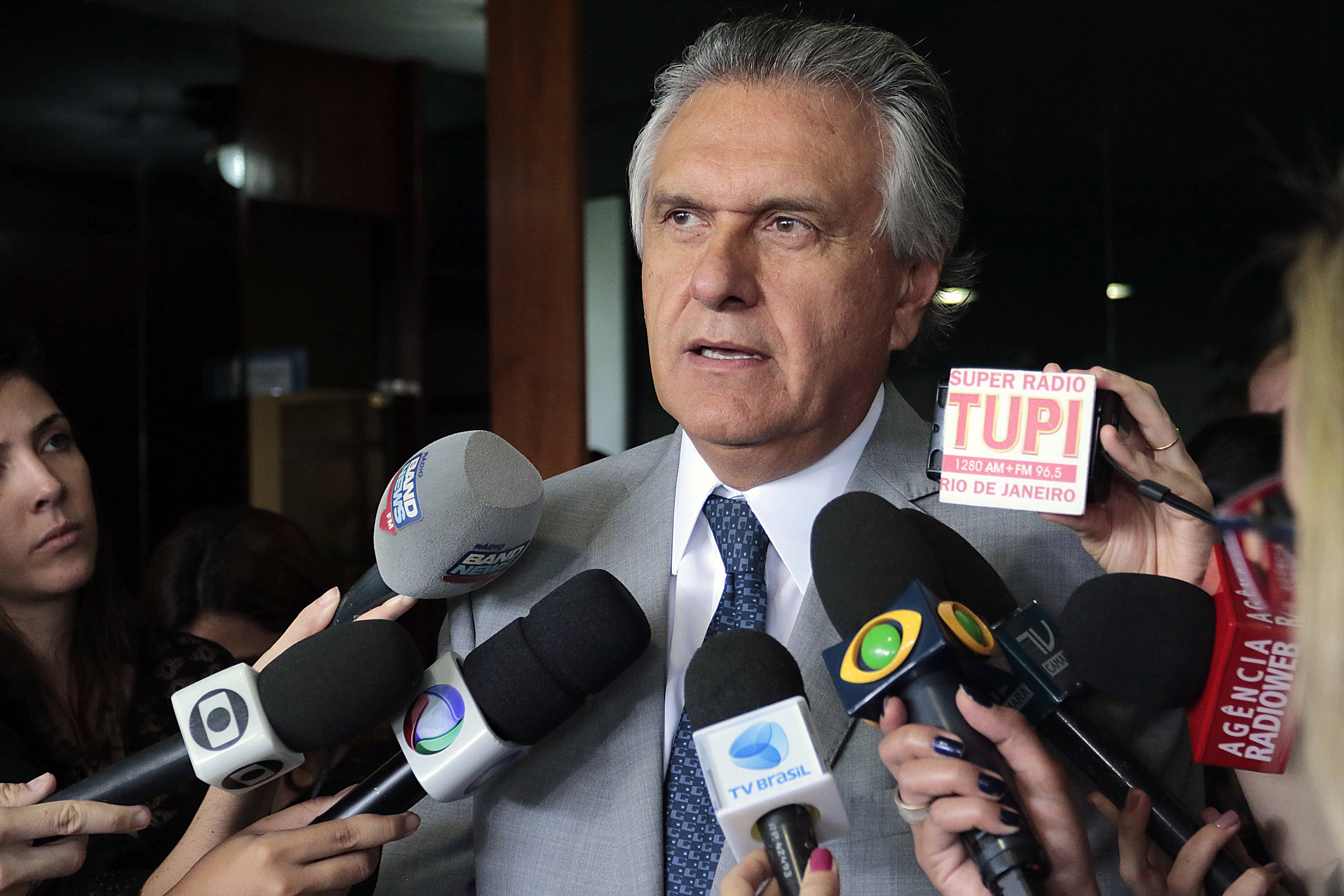
Senador Ronaldo Caiado (DEM-GO) concede entrevista em Brasília.

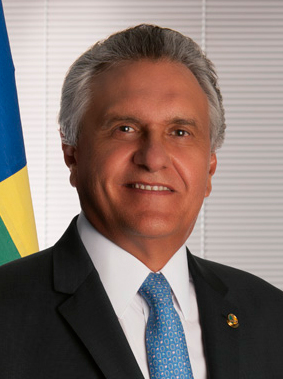
Foto oficial de Ronaldo Caiado como senador federal por Goiás.

Nas eleições gerais realizadas em outubro de 2014, Caiado candidatou-se ao Senado Federal e conseguiu eleger-se com 1 283 665 votos (47, 57% dos votos válidos). Durante o mandato, foi eleito, por unanimidade, líder do Democratas no Senado, e atuou como membro titular das comissões de Assuntos Econômicos; de Constituição, Justiça e Cidadania; de Serviços de Infraestrutura; de Meio Ambiente, Defesa do Consumidor e Fiscalização e Controle; de Agricultura e Reforma Agrária; da Comissão de Reforma Política do Senado Federal e da Comissão Especial para o Aprimoramento do Pacto Legislativo.
Durante sua atuação política, Ronaldo Caiado ficou conhecido por ser um dos principais opositores da esquerda brasileira, costumando tecer críticas aos últimos governos do Partido dos Trabalhadores (PT). Foi um dos principais articuladores do processo de impeachment da ex-presidente Dilma Rousseff, votando favoravelmente ao prosseguimento do processo e ao cumprimento da pena que envolvia a perda do mandato da ex-presidente. Entretanto, no mesmo dia, parte do MDB votou a favor de que Dilma mantivesse seus direitos políticos. Isso fez com que o senador rompesse com o novo governo, adquirindo a condição de independência no Senado.
Em 31 de março de 2015, o ex-senador pelo Democratas (DEM), Demóstenes Torres, publicou um artigo no jornal goiano Diário da Manhã, sustentando que Ronaldo Caiado teve despesas das campanhas de 2002, 2006 e 2010 financiadas pelo esquema de Carlinhos Cachoeira. Caiado negou as acusações, afirmando que Demóstenes "tem comportamento típico de um psicopata" e que o estaria acusando com mentiras, por ter o mandato de senador cassado em 2012.
Em dezembro de 2016, Ronaldo Caiado votou a favor da PEC do Teto dos Gastos Públicos e, em julho de 2017, votou a favor da reforma trabalhista. Já em outubro de 2017, votou contra a manutenção do mandato do senador Aécio Neves, mostrando-se favorável à decisão da Primeira Turma do Supremo Tribunal Federal no processo onde ele é acusado de corrupção e obstrução da justiça por solicitar dois milhões de reais ao empresário Joesley Batista.
Além disso, em abril de 2018, Caiado foi um dos 20 senadores a assinar uma carta aberta entregue ao gabinete da então presidente do Supremo Tribunal Federal, ministra Cármen Lúcia, em defesa da manutenção do entendimento da Corte sobre prisão após a condenação em segunda instância. O envio da carta aconteceu na véspera do julgamento, na Suprema Corte, de um pedido de habeas corpus do ex-presidente da República Luiz Inácio Lula da Silva.

### Campanha eleitoral antecipada de 2018
Caiado foi condenado pelo Tribunal Regional Eleitoral de Goiás por propaganda eleitoral antecipada, em ação proposta pelo Ministério Público Eleitoral (MPE). Durante evento no município de Morrinhos, o então candidato a governador fez discurso com pedido expresso de voto para Wilder Morais, pré-candidato à reeleição no senado. 

### Governador de Goiás

#### Primeiro mandato
Nas eleições de outubro de 2018, Ronaldo Caiado candidatou-se ao governo do estado de Goiás ao lado do candidato a vice e deputado estadual, Lincoln Tejota, do Partido Republicano da Ordem Social (PROS). Alcançando a soma de 1 773 185 votos (59,73% dos votos válidos), elegeu-se já no primeiro turno ao vencer Daniel Vilela, do Movimento Democrático Brasileiro (MDB), que ficou em segundo lugar com 479 180 votos (16,14% dos votos válidos).
Na posse, o gabinete de Ronaldo Caiado foi composto dos seguintes secretários:
|                           |                                    |                                  |
| Pasta                     | Incumbente                         | Partido                          |
| ------------------------- | ---------------------------------- | -------------------------------- |
| Agricultura               | Antônio Carlos de Souza Lima Neto  | Independente                     |
| Casa Civil                | Anderson Máximo de Holanda         | Independente                     |
| Comunicação               | Vassil José de Oliveira            | Independente                     |
| Cultura                   | Edival Lourenço                    | Independente                     |
| Desenvolvimento Econômico | Adriano da Rocha Lima              | Independente                     |
| Desenvolvimento Social    | Marcos Cabral                      | Democratas                       |
| Economia                  | Cristiane Alkmin Junqueira Schmidt | Independente                     |
| Educação                  | Fátima Gavioli                     | Partido Socialista Brasileiro    |
| Esporte                   | Rafael Ângelo do Valle Rahif       | Democratas                       |
| Governo                   | Ernesto Roller                     | Movimento Democrático Brasileiro |
| Indústria e Comércio      | Wilder Morais                      | Democratas                       |
| Meio Ambiente             | Andrea Vulcanis                    | Independente                     |
| Procuradoria-Geral        | Juliana Pereira Diniz Prudente     | Independente                     |
| Saúde                     | Ismael Alexandrino Júnior          | Independente                     |
| Segurança Pública         | Rodney Miranda                     | Democratas                       |

Em setembro de 2019, Caiado promulgou a Lei nº 20.514, de 16 de julho de 2019, que autoriza, para fins exclusivos de exportação, a extração e o beneficiamento do amianto da variedade crisotila em Goiás. Essa lei é alvo de uma ação direta de inconstitucionalidade (ADI nº 6.200/GO), interposta pela Associação Nacional dos Procuradores do Trabalho (ANPT).
Como governador, Caiado nomeou pelo menos 22 parentes para importantes funções públicas em Goiás, sobretudo, tios e primos. Alguns exemplos são o caso de Ênio Caiado, colocado na presidência da Goinfra e Ubirajara Ramos Caiado Neto, que se tornou Supervisor da Secretaria de Meio Ambiente e Desenvolvimento Sustentável. 

#### Segundo mandato
Nas eleições de outubro de 2022, Ronaldo Caiado candidatou-se a reeleição ao lado do candidato a vice, Daniel Vilela, do Movimento Democrático Brasileiro (MDB), que fora oponente do atual governador nas eleições estaduais de 2018. Alcançando a soma de 1 806 892 votos (51,81% dos votos válidos), foi reeleito no primeiro turno ao vencer Gustavo Mendanha, do Patriota, que ficou em segundo lugar com 879 031 votos (25,20% dos votos válidos).
Se posicionou contra a Reforma tributária do Brasil, de abril de 2023. Começou uma série de visitas à Brasília, inclusive na base congressista do União Brasil, para impedir a lei que considerou ''afrontosa''. Com a aprovação do texto, voltou a criticá-la.

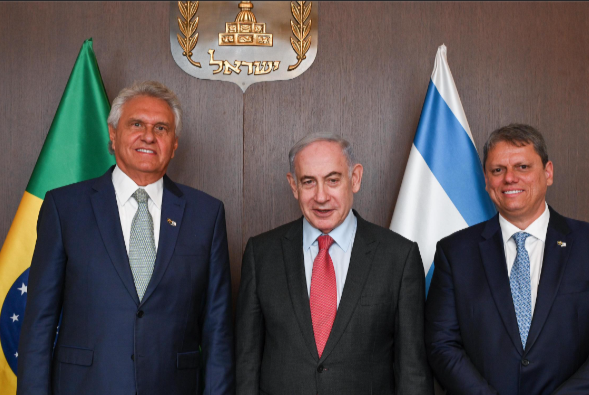
Da esquerda para a direita: Ronaldo Caiado, governador de Goiás, Benjamin Netanyahu, primeiro-ministro de Israel e Tarcísio de Freitas, governador de São Paulo.

Tendo apoiado Jair Bolsonaro na Eleição presidencial no Brasil em 2022, Caiado mantém uma relação mais crítica com Luiz Inácio Lula da Silva, atual Presidente do Brasil, se devendo ao histórico de ter votado favoravelmente ao Impeachment de Dilma Rousseff e suas posições conservadoras. Ronaldo Caiado manteve-se mais conciliador no ano de 2023, porém foi extremamente crítico a Lula após suas declarações sobre o Conflito Israel-Hamas, indo até Israel ao lado de Tarcísio de Freitas, ''retratar-se'' com Benjamin Netanyahu. Se declarou pré-candidato à Presidência em 2024.

### Relação com o bolsonarismo
Durante o início do governo Jair Bolsonaro, Ronaldo Caiado era considerado um aliado próximo do então presidente, compartilhando pautas de direita e posições conservadoras. No entanto, a relação entre ambos começou a se desgastar a partir de 2020, especialmente durante a pandemia de COVID-19. Enquanto Bolsonaro adotava uma postura contra restrições e contra medidas de isolamento social, Caiado se posicionou a favor da forte atuação das autoridades de saúde, chegando a romper publicamente com o presidente em março daquele ano.
Nos anos seguintes, Caiado passou a adotar um discurso mais institucional e moderado, defendendo a autonomia dos estados, o respeito às instituições e a pacificação política. Após os ataques às sedes dos Três Poderes em 8 de janeiro de 2023, criticou publicamente os atos e reafirmou seu compromisso com o estado democrático de direito.

Contudo, com o avanço do debate sobre as eleições presidenciais de 2026, Caiado tem buscado, de forma gradual, reaproximar-se do eleitorado conservador alinhado ao ex-presidente. Em falas públicas e agendas estratégicas de 2025, passou a adotar uma retórica mais firme em temas como segurança pública, combate à ideologia de gênero e defesa da propriedade privada. Apesar de manter uma identidade política distinta da de Bolsonaro, Caiado tem sinalizado que deseja atrair a base da direita tradicional e cristã, apresentando-se como uma alternativa estável e viável à direita bolsonarista.

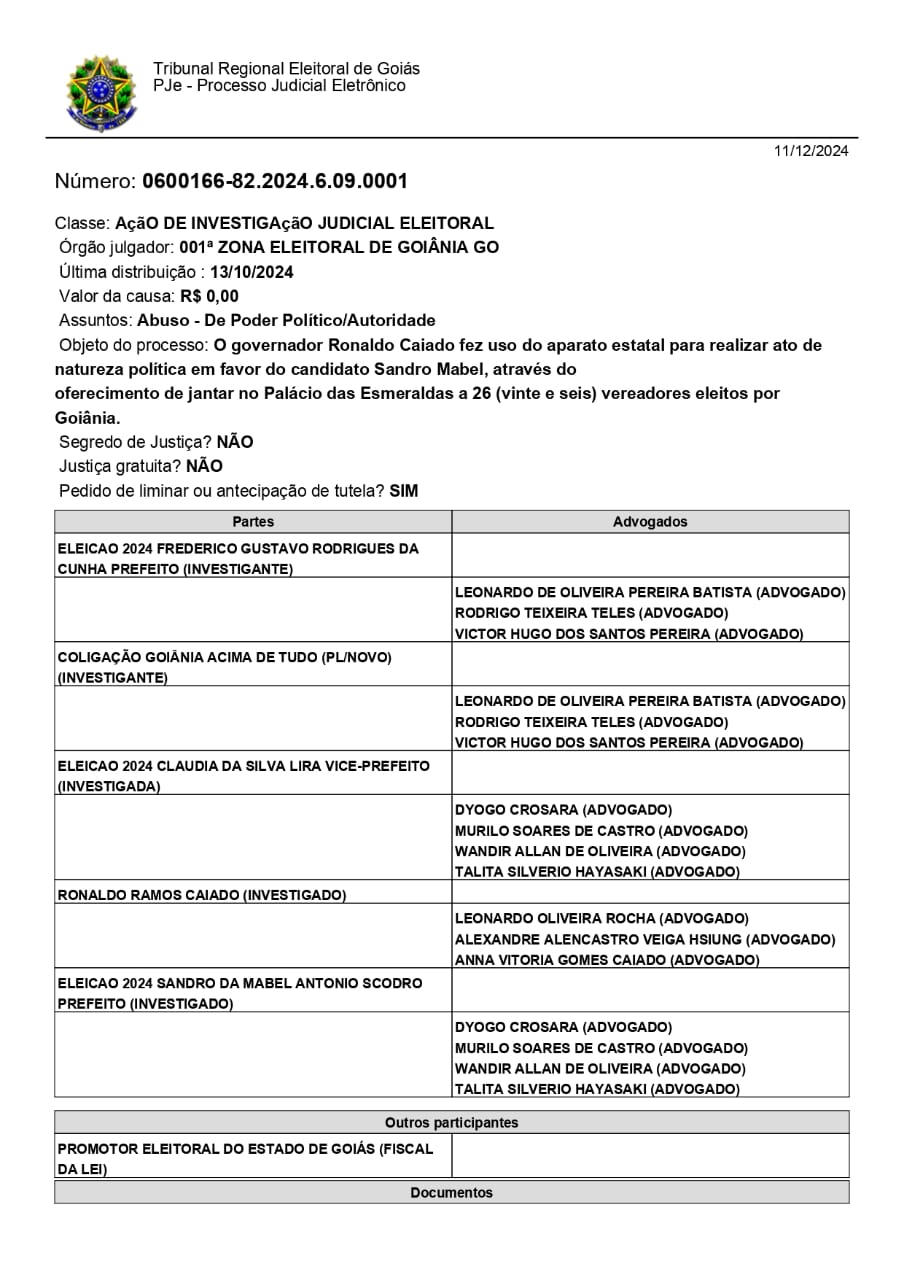
Sentença que condena Caiado à inelegibilidade por 8 anos.

### Processo de inelegibilidade
Em 10 de dezembro de 2024, a juíza Maria Umbelina Zorzetti, da 1.ª Zona Eleitoral de Goiânia, condenou Ronaldo Caiado e determinou sua inelegibilidade por oito anos por abuso de poder político durante as eleições municipais de 2024. A denúncia foi realizada pela coligação perdedora do pleito da capital goiana em 2024, de Fred Rodrigues (PL). Segundo a decisão proferida pela juíza, Caiado usou a sede de seu governo, o Palácio das Esmeraldas, para realizar eventos de campanha para o seu candidato em Goiânia, o prefeito eleito Sandro Mabel. A magistrada também pediu a cassação de Mabel e da vice-prefeita eleita Coronel Cláudia, que teriam sido beneficiados pelos episódios. Os eventos em questão tratam-se de jantares com lideranças políticas que ocorreram entre sete e nove de outubro, logo após o primeiro turno do pleito.
O Tribunal Regional Eleitoral de Goiás, no dia 8 de abril de 2025, decidiu, por unanimidade, derrubar a inelegibilidade de Caiado, Mabel e da Coronel Cláudia. Após a reversão do processo contra o governador goiano, o prefeito e a vice-prefeita goianienses, Fred Rodrigues (PL) afirmou que recorreria ao recurso de defesa do processo, levando a denúncia ao TSE. Porém, alguns dias depois, o partido voltou atrás e decidiu por não dar sequência à ação, com o objetivo de "unir forças por uma só direita".

### Pré-candidatura à Presidência em 2026
Após Jair Bolsonaro ser declarado inelegível a cargos públicos em 2023 pelo TSE, levantaram-se diversos nomes da direita como potenciais candidatos à Presidência em 2026, incluindo o governador goiano. Em 2024, Caiado fez diversas falas demonstrando sua intenção de concorrer de fato. Em novembro de 2024, o União Brasil confirmou a sua pré-candidatura a presidente. Mesmo após o seu processo de inelegibilidade, Caiado reafirmou que será candidato. No dia 4 de abril de 2025, oficializou sua pré-candidatura em evento em Salvador (BA), no qual o governador goiano recebeu dupla homenagem da Assembleia Legislativa da Bahia — a Comenda 2 de Julho e o Título de Cidadão Baiano. Participaram do evento diversos políticos do União Brasil, entre eles o senador federal pelo Paraná, Sergio Moro, o prefeito de Salvador, Bruno Reis, e o ex-prefeito da capital, ACM Neto.

## Desempenho em eleições
| Ano  | Eleição                | Partido | Candidato a      | Votos     | %      | Resultado  |
| ---- | ---------------------- | ------- | ---------------- | --------- | ------ | ---------- |
| 1989 | Presidencial no Brasil | PSD     | Presidente       | 488 893   | 0,72%  | Não eleito |
| 1990 | Estaduais em Goiás     | PSD     | Deputado federal | 98.256    | 9,80%  | Eleito     |
| 1994 | Estaduais em Goiás     | PFL     | Governador       | 364.767   | 23,18% | Não eleito |
| 1998 | Estaduais em Goiás     | PFL     | Deputado federal | 100.446   | 5,41%  | Eleito     |
| 2002 | Estaduais em Goiás     | PFL     | Deputado federal | 114.728   | 4,40%  | Eleito     |
| 2006 | Estaduais em Goiás     | PFL     | Deputado federal | 152.895   | 5,39%  | Eleito     |
| 2010 | Estaduais em Goiás     | DEM     | Deputado federal | 167.591   | 5,81%  | Eleito     |
| 2014 | Estaduais em Goiás     | DEM     | Senador          | 1.283.665 | 47,57% | Eleito     |
| 2018 | Estaduais em Goiás     | DEM     | Governador       | 1.773.185 | 59,73% | Eleito     |
| 2022 | Estaduais em Goiás     | UNIÃO   | Governador       | 1.806.892 | 51,81% | Eleito     |

## Vida pessoal
Desde 1990, é casado com Maria das Graças Landim de Carvalho, conhecida como Gracinha Caiado, com quem teve quatro filhos.

Em julho de 2022, perdeu seu filho mais novo, Ronaldo Caiado Filho, encontrado morto aos quarenta anos na cidade de Nova Crixás (GO). A causa da morte não foi revelada.